# Martine Franck
Martine Franck (Anvers, 2 de abril de 1938 — Paris, 17 de agosto de 2012) foi uma fotógrafa belga, membro da Agência Magnum de fotografias.
Foi a segunda esposa de Henri Cartier-Bresson com quem teve uma filha chamada Mélanie, e ultimamente presidia a Fundação Henri Cartier-Bresson, da qual era cofundadora.